# ブルドッグ (2003年の映画)
『ブルドッグ』（原題: A Man Apart）は、2003年のアメリカ映画。

## あらすじ
麻薬取引捜査官のショーンは世界最大の麻薬組織を築き上げた男・ルセロの居所を突き止め逮捕することに成功する。ところが、刑に服するルセロから「おまえはとんだ間違いを犯した」と告げられる。その夜、ショーンの家に麻薬組織に雇われた暗殺者が襲撃。自身は重傷を負わされ、妻のステイシーは殺されてしまう。怒りに燃えるショーンは麻薬組織への復讐を誓う。

## 登場人物
ショーン・ヴェッター
演 - ヴィン・ディーゼル
麻薬取引捜査官。
デメトリウス・ヒックス
演 - ラレンズ・テイト
ショーンの相棒。
ハリウッド・ジャック
演 - ティモシー・オリファント
日焼けサロンの店主。
メモ・ルセロ
演 - ジーノ・シルヴァ
メキシコの麻薬王。コロンビア人。
ステイシー・ヴェッター
演 - ジャクリーン・オブラドース
ショーンの妻。夫婦仲は良好。ショーンを狙った組織の雇った暗殺者に殺害されてしまう。
マテオ・サントス
演 - ファン・フェルナンデス
ルセロの部下。
ビッグ・セクシー
演 - ジョージ・シャーパーソン
ショーンの仲間。女性の水着姿に目が釘付けになる下品な性格。
ガデル
ルセロの部下。
モンロー
麻薬を持っていた人物。あだ名はオーバートース。

## キャスト
| 役名                   | 俳優                       | 日本語吹替 | 日本語吹替   |
| 役名                   | 俳優                       | ソフト版   | テレビ東京版 |
| ---------------------- | -------------------------- | ---------- | ------------ |
| ショーン・ヴェッター   | ヴィン・ディーゼル         | 楠大典     | 山寺宏一     |
| デメトリウス・ヒックス | ラレンズ・テイト           | 桐本琢也   | 森川智之     |
| ハリウッド・ジャック   | ティモシー・オリファント   | 小山力也   | 堀内賢雄     |
| メモ・ルセロ           | ジーノ・シルヴァ           | 池田勝     | 石田太郎     |
| ステイシー・ヴェッター | ジャクリーン・オブラドース | 沢海陽子   | 甲斐田裕子   |
| タイ・フロスト         | スティーヴ・イースティン   | 天田益男   | 楠見尚己     |
| マテオ・サントス       | ファン・フェルナンデス     | 岩崎ひろし | 牛山茂       |
| ポモナ・ジョー         | ジェフ・コーバー           | 寺杣昌紀   | 江原正士     |
| ホンド                 | マルコム・ロドリゲス       |            | 清水明彦     |
| ビッグ・セクシー       | ジョージ・シャーパーソン   |            | 茶風林       |

- テレビ東京版：初回放送2007年9月13日 『木曜洋画劇場』 21:00-22:54